# Municipio de Hanover (condado de Lake)
El municipio de Hanover (en inglés: Hanover Township) es un municipio ubicado en el condado de Lake en el estado estadounidense de Indiana. En el año 2010 tenía una población de 12443 habitantes y una densidad poblacional de 161,91 personas por km².

## Geografía
El municipio de Hanover se encuentra ubicado en las coordenadas 41°23′28″N 87°28′44″O / 41.39111, -87.47889. Según la Oficina del Censo de los Estados Unidos, el municipio tiene una superficie total de 76.85 km², de la cual 74.5 km² corresponden a tierra firme y (3.05%) 2.35 km² es agua.

## Demografía
Según el censo de 2010, había 12443 personas residiendo en el municipio de Hanover. La densidad de población era de 161,91 hab./km². De los 12443 habitantes, el municipio de Hanover estaba compuesto por el 94.39% blancos, el 0.78% eran afroamericanos, el 0.23% eran amerindios, el 0.8% eran asiáticos, el 0.02% eran isleños del Pacífico, el 2.42% eran de otras razas y el 1.36% pertenecían a dos o más razas. Del total de la población el 7.37% eran hispanos o latinos de cualquier raza.